# 板桥镇 (仁寿县)
板桥镇，原为板桥乡，是中华人民共和国四川省眉山市仁寿县下辖的一个乡镇级行政单位。2019年12月，撤销河口乡和板桥乡，设立板桥镇，以原河口乡和原板桥乡所属行政区域为板桥镇的行政区域。

## 行政区划
板桥镇下辖以下地区：
桂花社区、青龙村、群力村、礼仁村、民福村、瓦窖村和朱家村。